# 波特蘭伯爵
波特蘭伯爵（英語：Earl of Portland）是一個英格蘭貴族爵位，曾兩次冊封，第一次冊封是1633年，第二次冊封是1689年。第二次冊封的第二代伯爵在1716年受晉升為波特蘭公爵（英語：Duke of Portland），此公爵爵位由本廷克家族世襲直到1990年斷絕；家族旁系繼承了伯爵爵位，並延續至今。

徽章

## 第一次冊封
1633年冊封。
- 第一代波特蘭伯爵理察·威斯頓（英语：Richard Weston, 1st Earl of Portland）
- 第二代波特蘭伯爵傑羅姆·威斯頓（Jerome Weston, 2nd Earl of Portland）
- 第三代波特蘭伯爵查爾斯·威斯頓（Charles Weston, 3rd Earl of Portland）
- 第四代波特蘭伯爵托馬斯·威斯頓（Thomas Weston, 4th Earl of Portland）

## 第二次冊封
1689年冊封。
- 第一代波特蘭伯爵威廉·本廷克
- 第二代波特蘭伯爵亨利·本廷克

1716年，第二代伯爵被晉升為公爵。
- 第一代波特蘭公爵亨利·本廷克（英语：Henry Bentinck, 1st Duke of Portland）
- 第二代波特蘭公爵威廉·本廷克（William Bentinck, 2nd Duke of Portland）
- 第三代波特蘭公爵威廉·卡文迪許-本廷克
- 第四代波特蘭公爵威廉·本廷克
- 第五代波特蘭公爵約翰·本廷克
- 第六代波特蘭公爵威廉·卡文迪許-本廷克
- 第七代波特蘭公爵威廉·卡文迪許-本廷克（英语：William Cavendish-Bentinck, 7th Duke of Portland）
- 第八代波特蘭公爵斐迪南·卡文迪許-本廷克（Ferdinand Cavendish-Bentinck, 8th Duke of Portland）
- 第九代波特蘭公爵維克多·卡文迪許-本廷克（Victor Cavendish-Bentinck, 9th Duke of Portland）

1990年公爵爵位絕嗣。
- 第十一代波特蘭伯爵亨利·本廷克（Henry Bentinck, 11th Earl of Portland）
- 第十二代波特蘭伯爵提姆·本廷克（Tim Bentinck, 12th Earl of Portland）